# Autostrada A562 (Niemcy)
Autostrada A562 (niem. Bundesautobahn 562 (BAB 562) także Autobahn 562 (A562)) – autostrada w Niemczech przebiegająca w całości przez teren miasta Bonn z zachodu na wschód i łączy drogę B9 z autostradą A59 stanowiąc południową obwodnicę Bonn w Nadrenii Północnej-Westfalii.
A562 nazywana jest również Südbrücke Bonn.
Początkowo A562 miała łączyć ze sobą drogi A565, B9, A59 i A3. 